# Беловодский сельский совет (Роменский район)
Беловодский сельский совет (укр. Біловодська сільська рада) — упразднённая административная единица в составе
Роменского района
Сумской области
Украины.
Административный центр сельского совета находился в 
с. Беловод
.

## Населённые пункты совета
- с. Беловод
- с. Весёлая Степь
- с. Марковское
- с. Москалевка
- с. Поповка